# Кортні Около
Кортні Около (англ. Courtney Okolo, нар. 15 березня 1994) — американська легкоатлетка, спринтерка, чемпіонка Олімпійських ігор в естафетному бігу 4×400 метрів (2016), багаторазова чемпіонка світу.
На чемпіонаті світу-2019 американка здобула два «золота» та стала співавтором (разом з Вілбертом Лондоном, Еллісон Фелікс та Майклом Черрі) світового рекорду в змішаній естафеті 4×400 метрів .

## Виступи на основних міжнародних змаганнях
| Рік  | Змагання                                                                | Місто                  | Місце | Дисципліна   | Примітки |
| ---- | ----------------------------------------------------------------------- | ---------------------- | ----- | ------------ | -------- |
| 2015 | Чемпіонат Північної та Центральної Америки та країн Карибського басейну | Сан-Хосе               | 1     | 400 метрів   |          |
| 2015 | 1                                                                       | 4×400 метрів           |       |              |          |
| 2016 | Чемпіонат світу в приміщенні                                            | Портленд               | 1     | 4×400 метрів |          |
| 2016 | Олімпійські ігри                                                        | Ріо-де-Жанейро         | 1     | 4×400 метрів |          |
| 2018 | Чемпіонат світу в приміщенні                                            | Бірмінгем              | 1     | 400 метрів   |          |
| 2018 | 1                                                                       | 4×400 метрів           |       |              |          |
| 2018 | Чемпіонат Північної та Центральної Америки та країн Карибського басейну | Торонто                | 4     | 400 метрів   |          |
| 2018 | 1                                                                       | 4×400 метрів           |       |              |          |
| 2019 | Світові естафети                                                        | Йокогама               | 2     | 4×400 метрів |          |
| 2019 | Панамериканські ігри                                                    | Ліма                   | 3     | 400 метрів   |          |
| 2019 | 1                                                                       | 4×400 метрів           |       |              |          |
| 2019 | Чемпіонат світу                                                         | Доха                   | 1     | 4×400 метрів | [ 4 ]    |
| 2019 | 1                                                                       | 4×400 метрів (змішана) | [ 3 ] |              |          |